# Raphael Schäfer
Raphael Schäfer (Kędzierzyn-Koźle, 30 gennaio 1979) è un ex calciatore tedesco, di ruolo portiere.

## Palmarès

### Club

#### Competizioni nazionali
- Campionato tedesco di seconda divisione: 1

Norimberga: 2003-2004
- Coppa di Germania: 1

Norimberga: 2006-2007